# Nothilfe- und Wiederaufbauverwaltung der Vereinten Nationen

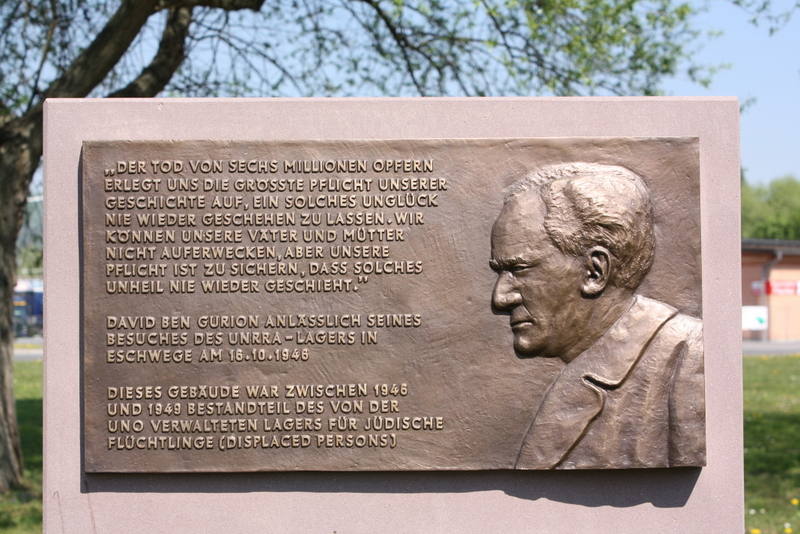
David-Ben-Gurion-Denkmal am ehem. UNRRA-Lager in Eschwege

Die Nothilfe- und Wiederaufbauverwaltung der Vereinten Nationen oder kurz UNRRA von englisch United Nations Relief and Rehabilitation Administration war eine Hilfsorganisation, die bereits während des Zweiten Weltkrieges am 9. November 1943 auf Initiative der Vereinigten Staaten, der Sowjetunion, des Vereinigten Königreiches und Chinas gegründet wurde. Nach Kriegsende wurde sie von den Vereinten Nationen übernommen.

## Hintergrund
Im Juli 1942 hatte das Vereinigte Königreich die Middle East Relief and Refugee Administration zur Hilfe für hauptsächlich polnische, griechische und jugoslawische Flüchtlinge im Nahen Osten gegründet. Im November 1942 wurde im amerikanischen Statedepartment das Office of Foreign Relief and Rehabilitätion (OFFRO) mit Herbert H. Lehman als Leiter gegründet, das die amerikanische Hilfe für die notleidenden Opfer in den von den Alliierten befreiten Gebieten organisieren sollte und auf militärischer Seite befassten sich die Combined Chiefs of Staff mit dem Problem der Organisation der unmittelbaren Hilfe und dem Aufbau einer effizienten Zivilverwaltung in den befreiten Gebieten. Aus Furcht vor möglichen katastrophalen Folgen durch das Blutvergießen, die Zerstörung und die Rassenkonflikte des Krieges stellten die Alliierten Mittel in bis dahin nicht gesehenem Umfang für humanitäre Maßnahmen zur Verfügung.

## Gründung und Aufgaben
Am 9. November 1943 unterzeichneten Delegierte von 44 Nationen in Washington die Gründungserklärung der UNRRA. Am folgenden Tag begann in Atlantic City (New Jersey) die erste Generalversammlung, die drei Wochen währte. Dort wurde festgelegt, dass die UNRRA nur Hilfe in Form von dringendem Bedarf an Nahrung, Kleidung und medizinischer Versorgung und zur Produktion und dem Transport solcher Güter in den befreiten Gebieten, aber nicht auf Feindgebiet leisten sollte. Ein langfristiger Wiederaufbau war nicht das Ziel. Im August 1945 wurde von der UNRRA beschlossen, Österreich als befreites Gebiet zu betrachten und Hilfsmaßnahmen in den von den Westalliierten besetzten Zonen Österreichs begannen.
| Nr. | Direktor           | Land               | Amtszeit                            |
| --- | ------------------ | ------------------ | ----------------------------------- |
| 1   | Herbert H. Lehman  | Vereinigte Staaten | 1. Januar 1944 – 31. März 1946      |
| 2   | Fiorello LaGuardia | Vereinigte Staaten | 1. April 1946 – 31. Dezember 1946   |
| 3   | Lowell P. Rooks    | Vereinigte Staaten | 1. Januar 1947 – 30. September 1948 |

Die UNRRA Mission in China war vom Finanz- und Personalaufwand die größte. Der von Japan besetzt gewesene Teil Chinas war etwa so groß, wie die von der Achse besetzten Gebiete in Europa, aber die Besatzung hatte länger gewährt und betraf ein bevölkerungsreicheres und für Hungersnöte anfälligeres Gebiet, das durch Bürgerkrieg und die Taktik der verbrannten Erde (z. B. Überflutung des Gelben Flusses 1938) stark verwüstet war. Die UNRRA begann mit Lieferungen im November 1945 und der Wert einschließlich Transport und Versicherungskosten wird auf 658 Millionen Dollar geschätzt.
Polen war am schwersten von der NS-Rassenpolitik betroffen und eines der am schlimmsten verwüsteten Länder in Europa, nachdem es zweimal Schlachtfeld war und sechs Jahre unter den Versuchen gelitten hatte, als Nation ausgelöscht zu werden. Die UNRRA finanzierte mit 478 Millionen Dollar das größte Hilfsprogramm in einem einzelnen europäischen Land und brachte 2,3 Millionen Tonnen Nahrungsmittel, Maschinen, Traktoren, Ersatzteile, Vieh, Saatgut und Dünger ins Land. Durch Umsiedlung und Kriegsverluste hatte sich die Bevölkerungszahl um etwa 30 Prozent reduziert und weitere Millionen waren nach Deutschland zur Zwangsarbeit deportiert worden. Der Arbeitskräftemangel war ein zentrales Problem und die UNRRA versuchte zunächst nach einer Priorisierungsliste besonders dringlich gesuchte Intellektuelle und Fachkräfte aus den DP-Lagern zu repatriieren. Es wurde an die Loyalität der patriotischen polnischen Bürger appelliert, aus der relativen Sicherheit der Lager in das völlig zerstörte und nunmehr kommunistisch regierte Land zurückzukehren.
Hauptaufgabe der UNRRA war die Unterstützung der Militäradministration bei der Repatriierung der sogenannten Displaced Persons (DP bzw. DPs). Der UNRRA kam dabei die Aufgabe zu, die DP-Lager in den befreiten Gebieten zu betreuen. Für jedes Lager war ein UNRRA-Team zuständig, das der örtlichen Militärkommandantur unterstellt war. Die UNRRA ihrerseits war in den Lagern den nichtmilitärischen Hilfsorganisationen gegenüber, wie dem Roten Kreuz oder dem Joint Distribution Committee weisungsberechtigt.
Die UNRRA war im besetzten Deutschland tätig, vor allem in Lagern für heimatlose Ausländer, besonders für die 11.000.000 Nichtdeutschen, die während des Krieges nach Deutschland gebracht worden waren. Sie leistete jedoch keine Unterstützung für ethnische Deutsche.
Als Hauptquartier für die Amerikanische Besatzungszone diente der UNRRA seit November 1945 das Gebäude des heutigen Karlsgymnasium München-Pasing und die nahegelegene Lehrerbildungsanstalt Pasing. In der Nähe von Köln (britische Besatzungszone) richtete die UNRRA im ehemaligen Kloster, Arbeitslager, KZ und Gestapogefängnis Brauweiler (jetzt Ortsteil von Pulheim) ein offenes Lager für DPs ein, das mindestens bis 1948 bestand.
Unmittelbar nach dem Krieg wurden vorerst nur Flüchtlinge oder KZ-Opfer aus anderen Ländern versorgt. Österreich beispielsweise erhielt erst nach dem Antrag des alliierten Kontrollrates während der Zeit vom 8. Februar 1946 bis 30. Juni 1947 Lebensmittel und Bekleidung aus dieser Hilfsaktion. Dies sicherte insbesondere während des harten Winters 1946/47 vielen Menschen das Überleben. Auch Saatgut, wie Weizen aus den USA oder Roggen aus der UdSSR wurde verteilt.
Aber auch Fahrzeuge, die aus Kriegszeiten übrig blieben, speziell vom amerikanischen Militär, wurden im Land verteilt. So wurden vielfach bei den Feuerwehren die ersten Fahrzeuge nach dem Krieg aus solchen Fahrzeugen umgebaut, die teilweise bis in die 1960er ihren Dienst versehen mussten, da die Fahrzeuge der Feuerwehr während des Krieges großteils beschlagnahmt wurden.
Die UNRRA war in Europa bis zum 31. Dezember 1946 tätig. In Afrika, im Nahen Osten und China arbeitete sie bis zum 30. Juni 1947. Die Aufgaben der UNRRA wurden auf Anregung von Lehman teilweise von der International Refugee Organization (IRO; einem Vorläufer des UNHCR), der Weltgesundheitsorganisation (WHO) und dem Kinderhilfswerk der Vereinten Nationen (UNICEF) fortgeführt. Weitere UNRRA-Aktivitäten wurden teilweise wie Erziehungs- und Kulturaufgaben auf die UNESCO, der Wiederaufbau auf den Marshallplan, die Entwicklungsarbeit an die Weltbank und später an das Entwicklungsprogramm der Vereinten Nationen verteilt.

## Displaced Persons

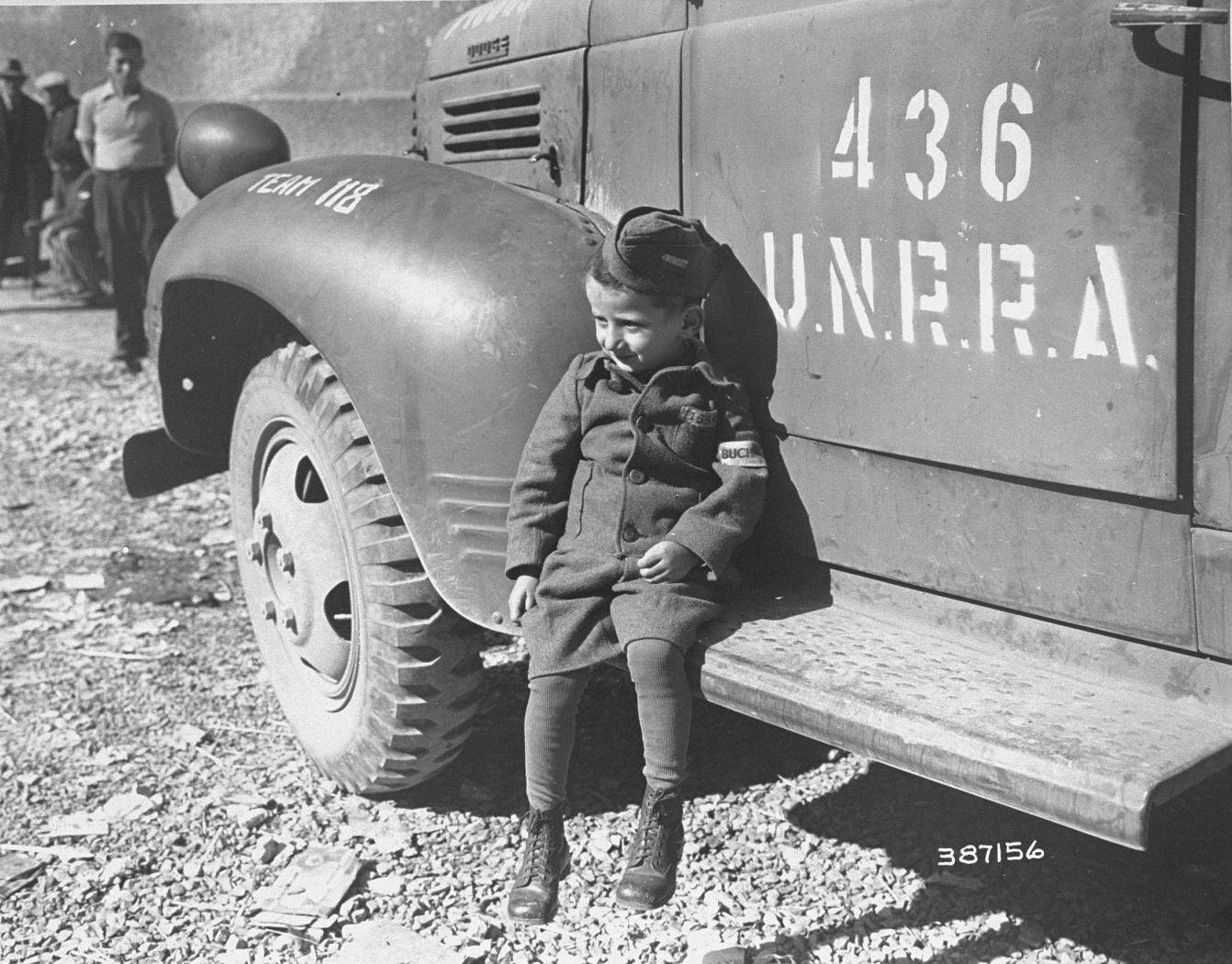
Josef (Janek) Szlajfaztajn (später Josef Schleifstein) (* 7. März 1941 in Sandomierz) nach seiner Befreiung aus dem KZ Buchenwald

Die Zahl der geflüchteten und zwangsweise aus ihrer Heimat verschleppten Personen (wie Zwangsarbeiter, Kriegsgefangene) wurde Mitte 1943 allein für Europa auf 21 Millionen geschätzt, die von Militärbehörden, nationalen Regierungen und Nichtregierungsorganisationen koordiniert versorgt werden müssten. Sobald die militärische Lage es ermöglichen würde, sollte die Rückführung dieser Displaced Persons genannten Menschen in ihre Heimatländer möglichst schnell durch eine internationale Organisation ermöglicht werden.
Die Versorgung und Repatriierung der DPs brachte die Arbeit der UNRRA häufig im Guten und Schlechten in die Öffentlichkeit. Die DP-Arbeit beanspruchte nur einen kleinen Teil der finanziellen Mittel, war aber sehr personalintensiv. Es war der Bereich der UNRRA, der von der Öffentlichkeit und den Regierungen schlecht verstanden und von der UNRRA in der Anfangsphase unbefriedigend gesteuert wurde. Im Jahre 1945 kam es zu einer Auseinandersetzung zwischen den überwiegend slawischen Heimatländern und den anderen Staaten über die Hilfe für DPs, die nicht in ihre Heimatländer zurückkehren wollten. Die meisten Staaten unterschieden zwischen heimkehrwilligen, heimkehrunwilligen unschuldigen und heimkehrunwilligen belasteten (Kollaborateure, Kriminelle) DPs. Die slawischen Regierungen wollten, dass die UNRRA keine Mittel für DPs einsetzt, die nicht in ihre Heimatländer zurückkehren wollten. Es wurde daher beschlossen, dass Transport und Versorgung der Heimkehrunwilligen durch die Besatzungsbehörden der Aufenthaltsgebiete und nicht die UNRRA zu tragen sind. Die Versorgung sollte auf eine sechsmonatige Betreuung beschränkt bleiben, um den Anreiz zur Heimkehr zu erhöhen. Die Umsiedlung von Rückkehrunwilligen sollte durch das Intergovernmental Committee on Refugees betrieben werden, wobei sich eine Zusammenarbeit entwickelte.
Im Mai 1944 nahm die UNRRA erstmals in sechs DP-Lagern der britischen Middle East Relief and Refugee Administration im Nahen Osten für etwa 40.000 Displaced Persons die Betreuung auf. Die Menschen konnten größtenteils bis 1947 repatriiert werden.
Heimatlose Deutsch-Balten und Volksdeutsche hätten, soweit sie Staatsbürger eines United-Nations-Staates waren, formal Anspruch auf Hilfe gehabt, hatten aber sicherlich mit den Achsenmächten sympathisiert, die Invasoren aktiv unterstützt und für die deutsche Staatsangehörigkeit optiert und wurden daher nach dem Gründungsgedanken der UNRRA nicht unterstützt. Entlassene Soldaten wurden in der Regel nicht unterstützt, da es Aufgabe ihres jeweiligen Heimatlandes war, die Rückführung durchzuführen. Eine Ausnahme stellten polnische und jugoslawische Soldaten im Nahen Osten und in Italien dar, die nicht in ihre Heimatländer zurückkehren wollten. Eine generelle Unterstützung bei der Umsiedlung hätte gegen das Ziel der Heimführung verstoßen, andererseits schuldeten die Verbündeten diesen Soldaten ihre Hilfe. Als Kompromiss wurde den einzelnen heimatlosen Soldaten Hilfe geleistet, nicht aber ganzen Gruppen.
Nach dem Krieg verließen viele Menschen Polen, Jugoslawien, Bulgarien, Ungarn und Rumänien und strandeten als Displaced Persons in Deutschland, Österreich und Italien. Die große Mehrheit war jüdischer Abstammung. Humanitäre Gründe sprachen für deren Betreuung durch die UNRRA, während die formale Ausrichtung der Organisation nur die Hilfe von Kriegsflüchtlingen vorsah, die noch dazu keine Staatsangehörigkeit von ehemaligen Feindstaaten haben durften. Nach internen Diskussionen gewährte die UNRRA Flüchtlingen jüdischer Herkunft automatisch den Status Hilfsberechtigter, die durch die Kriegsumstände bereits in ihren Heimatländern während des Krieges heimatlos geworden seien. Nichtjüdische Flüchtlinge sollten hingegen abgelehnt werden, sofern sie nicht einen Nachweis über ihre kriegsbedingte Heimatlosigkeit erbringen konnten. Damit sollte die unerwünschte Unterstützung politischer Nachkriegsflüchtlinge vermieden werden.
| Region               | Dez. 1945 | Juni 1946 | Dez. 1946 | Juni 1947 |
| -------------------- | --------- | --------- | --------- | --------- |
| Deutschland          |           |           |           |           |
| – Amerikanische Zone | 134       | 154       | 400       | 416       |
| – Britische Zone     | 78        | 98        | 443       | 272       |
| – Französische Zone  | 15        | 36        | 78        | 45        |
| Österreich           | 25        | 38        | 30        | 21        |
| Italien              |           |           |           | 8         |

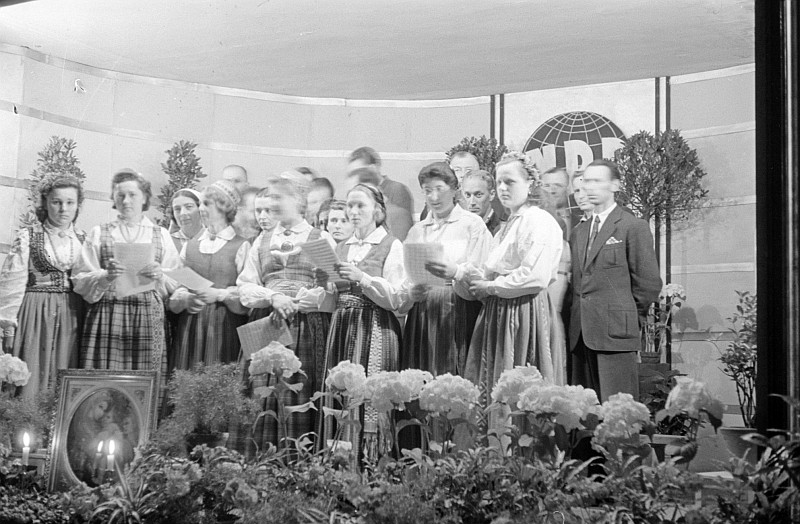
Muttertagsfeier in einem UNRRA-Lager, 1946

Die Suche nach unbegleiteten Kindern stellte ab Januar 1946 einen wesentlichen inhaltlichen Schwerpunkt der Aktivitäten der UNRRA im Hinblick auf Kinder dar. Die UNRRA verwaltete zu diesem Zweck mehrere Children's Centers, in denen Minderjährige ohne Angehörige aufgenommen und durch Sozialarbeiter versorgt wurden. Dort wurde außerdem versucht, Verwandte ausfindig zu machen. Zahlreiche Kinder waren für die Zwangsarbeit verschleppt und zwangsgermanisiert worden. Im Hinblick auf eventuelle Kinderrückführungen stand die UNRRA in Kontakt mit nationalen Verbindungsoffizieren und mit jüdischen Organisationen.
Nachdem das Ziel der Repatriierung aller DPs bis 1947 nicht vollständig erreicht werden konnte, wurde die UNRRA aufgelöst. Obwohl die überwiegende Mehrzahl der Betroffenen repatriiert werden konnte, wurde der UNRRA von mehreren Seiten Erfolglosigkeit vorgeworfen.
Ihre Nachfolgeorganisation IRO verfolgte das Ziel, die nicht repatriierten DPs in anderen Ländern, wie z. B. Australien, Kanada oder Palästina, anzusiedeln oder in die deutsche Gesellschaft zu integrieren. Dieser Ansatz wurde als Resettlement bezeichnet.
Die UNRRA und ihre Nachfolgeorganisationen fanden in Deutschland zwischen 1945 und 1951 insgesamt 23.225 Kinder und Jugendliche sowie 6.188 Angehörige, doch zehntausende Minderjährige galten weiterhin als vermisst.

## Mitglieder
Im Jahr 1946 waren die folgenden Länder Mitglieder der UNRRA:
- Australien
- Ägypten
- Äthiopien
- Belgien
- Bolivien
- Brasilien
- Chile
- Volksrepublik China
- Costa Rica
- Dänemark
- Dominikanische Republik
- Ecuador
- El Salvador
- Frankreich
- Griechenland
- Guatemala
- Haiti
- Honduras
- Island
- Indien
- Iran
- Irak
- Jugoslawien
- Kanada
- Kolumbien
- Kuba
- Liberia
- Luxemburg
- Mexiko
- Neuseeland
- Nicaragua
- Niederlande
- Norwegen
- Panama
- Paraguay
- Peru
- Philippinen
- Polen
- Südafrika
- Sowjetunion
  -  Belarus Sozialistische Sowjetrepublik
  -  Ukraine  Sozialistische Sowjetrepublik
- Tschechoslowakei
- Türkei
- Uruguay
- Venezuela
- Vereinigtes Königreich
- Vereinigte Staaten